# 無畏女孩
無畏女孩是由克里斯汀·維斯巴爾創作的青銅雕塑，由道富環球顧問公司（State Street Global Advisors）委任紐約麥肯廣告公司（McCann New York）製作。作品描繪一名拉丁裔的女孩，看著著名的華爾街銅牛塑像。2017年3月時，這個塑像被樹立於紐約市曼哈頓金融區中的鮑林綠地公園。雕像的尺寸為50英寸（130公分）高、250磅（110公斤）重。
無畏女孩是投資公司「道富環球顧問」為旗下一支指數基金所做的廣告。這支基金的投資標的是那些高階領導層中雇用較多女性的「性別多樣化公司」。在雕像下方的牌子上寫著「了解女人領導的力量。她（SHE）能做出改變。」英文原句中的SHE既是描述性的代名詞，同時也是這支基金在納斯達克的股票代號。

## 歷史
該雕像於2017年3月7日 - 國際婦女節前一天，在一場由紐約麥肯廣告公司策畫的活動中，由道富環球顧問公司安裝。道富環球當時正在慶祝旗下的「性別多樣指數」基金一週年。這個基金是投資在他們的業界中，高階領導層實踐性別多元化的表現排名最高的美國大型資本公司。該雕像的創意是由資深藝術總監麗茲·威爾森（Lizzie Wilson）和資深文案塔利·岡比納（Tali Gumbiner）發想。威爾森和岡比納透過無數的情緒板和意象，建立了立雕像這個點子，還有的女孩整體外貌，這些都是後來維斯巴爾的參考來源。無畏女孩高約50英寸（130公分），重約250磅（110公斤），面對著「華爾街公牛」這座高11英尺（3.4米），重7100磅（3200公斤），比她更大和更重的青銅雕像。兩者都座落於曼哈頓百老匯和白廳街交會處的鮑林綠地公園。 
無畏女孩意在「發送」有關工作場合性別多樣性的「消息」，並鼓勵公司招募婦女進入的董事會。在雕像下方的牌子上寫著「了解女人領導的力量。她（SHE）能做出改變。」英文原句中的SHE同時點出性別主題，以及這支基金在納斯達克的股票代號。
道富環球顧問公司指定雕像的內容是一個女孩，手放在她的臀部和下巴，高36英寸。為了更好匹配華爾街銅牛像，維斯巴爾和她的合作者後來把高度加到50英寸。不過維斯巴爾解釋：「我確實保持了她柔和的特色；她不挑釁，而是勇敢、自豪、強壯的，不是好戰。」她以兩個來自德拉瓦州的兒童做為女孩的模型，一位是朋友的女兒，曾被要求假裝面對公牛的樣子；另一位則是拉丁裔的女孩。「所以每個人都可以跟無畏女孩有關。」
一開始，無畏女孩拿到市政府核發的7日許可證，稍後延長到30天。後來又宣佈2018年2月以前，雕像都可以擺放在原位。在那些主張要讓雕像留下更長時間的人中，紐約第十二選區的美國眾議員卡羅琳·馬洛尼（Carolyn Maloney）聲明：「這個雕像靠著她女人韌性的象徵，已經感動了世界各地人們的內心。」一份擺在Change.org上，要求讓雕像永久保留的請願書，在48小時內就收集到了2,500份的連署。 Efforts to make the statue permanent continued 讓雕像永久保留的努力，在雕像拿到一年份的許可證後仍在持續。
2018年12月10日-國際人權日，遷至新址紐約證券交易所正前方(40°42′24.40″N 74°00′38.99″W / 40.7067778°N 74.0108306°W)，正式落戶。

## 迴響
有些女性批評這個雕像是一種有違她們女性主義原則的「企業女性主義」。

## 爭議
創作「華爾街銅牛」的意大利藝術家迪莫迪卡（Arturo Di Modica）於周二（11日）在記者會上，指責「無懼女孩」（Fearless Girl）像侵犯了他的版權，他的律師西格爾（Norman Siegel）指新的像改變了原本華爾街銅牛的意義。
迪莫迪卡指銅牛原本象徵「自由、世界和平、力量和愛。」美國在1987年經歷股災，股票市場一片愁雲慘霧。於是，迪莫迪卡便在沒有申請下，於1989年12月把重7100磅（約3220公斤）的銅牛，突然在一個晚上放在紐約證券交易所門外，作為禮物，象徵強壯，寄望美國可走出經濟低谷。
不過，他指當女孩像出現後，「銅牛不再帶有正面、樂觀的訊息。反而，它變得帶有負面力量，及成為威脅。」他向記者說：「女孩像在說『我在此，你想怎樣做？』」。西格爾則指，「明顯地，放置『無懼女孩』的決定是一個故意的決定，利用及佔用了銅牛。」
迪莫迪卡及代表律師西格爾要求紐約市移去獲允許擺放至2018年3月的「無懼女孩」像，並指應把女孩銅像放在其他地方，讓它不再依賴銅牛，西格爾說：「若然沒有迪莫迪卡的銅牛，它（無懼女孩）便不完整......女孩只有在更巨大、具侵略性的銅牛面前，才顯得無懼。」西格爾引述版權法指，藝術家有權力避免對他的作品造成任何有意的扭曲損害及修改，以免損害藝術家的名譽。

## 衍生
美國雕刻藝術家蓋德加（Alex Gardega）2017年5月30日曾在無畏女孩雕像旁邊放置了一座撒尿小狗雕像，而小狗更是對準無畏女孩撒尿。蓋德加的目的就是要表達對於無畏女孩的不滿，他認為無畏女孩只是華爾街企業用來宣傳的噱頭而已，代表的並非女性主義，反而是對華爾街銅牛創作者的不尊重，他因此利用撒尿小狗雕像來加以嘲諷。但是因為附近行人企圖捉弄小狗雕像、3小時後蓋德加就自行收回。